# Voo Bering Air 445

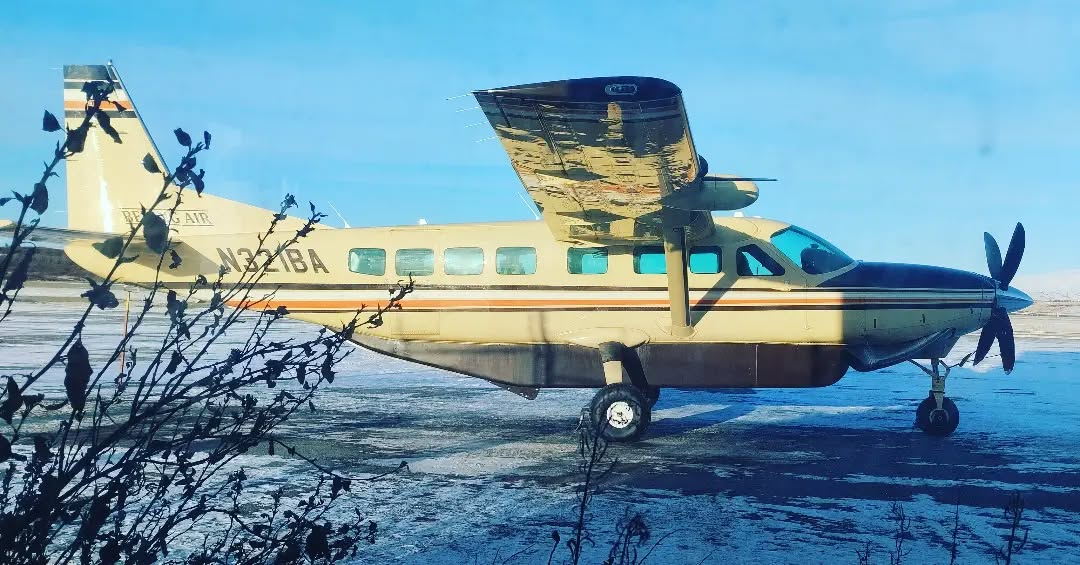
O Cessna, envolvido no acidente, em 2022

Voo Bering Air 445 foi um voo doméstico regular operado pela Bering Air, ligando o Aeroporto de Unalakleet ao Aeroporto de Nome, no estado do Alasca, Estados Unidos. Em 6 de fevereiro de 2025, o Cessna 208B Grand Caravan EX que realizava o voo caiu enquanto sobrevoava o Norton Sound. Os destroços da aeronave foram encontrados no dia seguinte, confirmando a morte de todos os 10 ocupantes.

## Antecedentes

### Aeronave
A aeronave envolvida no acidente foi um Cessna 208B Grand Caravan EX, operado pela Bering Air e registrado sob a matrícula N321BA, com número de série 208B5613. A aeronave foi fabricada em 2020.

### Passageiros e tripulação
A bordo da aeronave estavam nove passageiros e um piloto, todos adultos. Em 7 de fevereiro de 2025, a Guarda Costeira dos Estados Unidos anunciou que todas as 10 pessoas a bordo haviam falecido no acidente.
Entre os passageiros, dois foram identificados como funcionários da divisão de Operações de Utilidade Pública do Consórcio de Saúde Tribal Nativa do Alasca. Eles estavam em uma viagem de trabalho para Unalakleet para prestar assistência no sistema de aquecimento de uma estação de tratamento de água.

## Acidente
O voo doméstico programado, identificado como Voo 445, partiu do Aeroporto de Unalakleet às 14h38 (horário do Alasca). Estava previsto para chegar ao Aeroporto de Nome às 16h20. De acordo com o Flightradar24, a última posição transmitida pela aeronave foi 64° 19,81′ N, 164° 01,61′ O às 15h16, a uma altitude de 5 300 ft (1 620 m).
A aeronave subiu para uma altitude de cruzeiro de aproximadamente 7 700 ft (2 350 m). Antes de desaparecer do radar, o piloto informou ao Centro de Controle de Tráfego Aéreo de Anchorage que iria manter o avião em espera enquanto aguardava a liberação da pista.

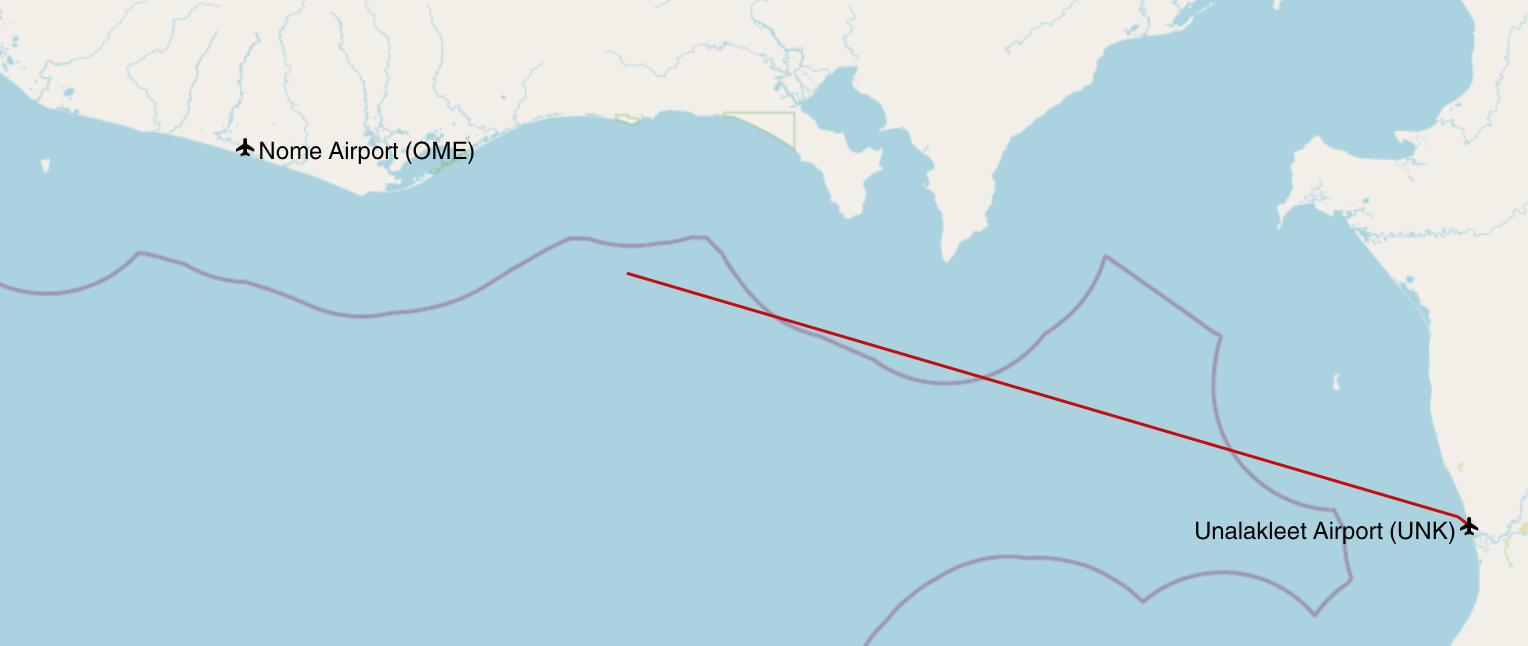
Rota do Voo 445, baseada em dados do Flightradar24

O tenente-comandante da Guarda Costeira dos Estados Unidos, Benjamin McIntyre-Coble, declarou que não foram recebidos sinais de socorro da aeronave. A Patrulha Aérea Civil dos EUA informou que, por volta das 15h18, a aeronave sofreu "algum tipo de evento que causou uma rápida perda de altitude e velocidade".
A aeronave foi encontrada caída no gelo, cerca de 34 milhas (55 km) a sudeste de seu destino, em Nome.

## Resposta
O Corpo de Bombeiros Voluntários de Nome realizou buscas terrestres em Nome e Montanhas Brancas, mas ficou limitado na capacidade de realizar buscas aéreas devido às condições climáticas desfavoráveis. A Guarda Costeira dos Estados Unidos e a Força Aérea dos Estados Unidos ajudaram nos esforços de resgate, sobrevoando a área para localizar a aeronave. Um C-130 Hercules também foi enviado pela Guarda Costeira da Base Aérea de Elmendorf em Anchorage para realizar buscas sobre o Estreito de Norton. Vários aviões da Bering Air também sobrevoaram a área. A Polícia do Estado do Alasca também participou da busca.
A Norton Sound Health Corporation, um hospital local em Nome, emitiu uma declaração dizendo que está "pronta para responder a uma emergência médica comunitária."
A Guarda Costeira dos Estados Unidos do Alasca anunciou o fim das buscas no Twitter, após descobrir os destroços do avião. A Guarda Costeira informou que ninguém sobreviveu ao acidente. A recuperação dos corpos das vítimas foi concluída em 9 de fevereiro. As operações de recuperação foram afetadas por avisos de uma tempestade de inverno que se aproximava e pelo fato de que o bloco de gelo em que a aeronave caiu estava se movendo a uma taxa de cerca de 5 milhas (8 quilômetros) por dia.

## Reações
A senadora do Alasca Lisa Murkowski expressou suas orações e condolências aos passageiros, aos membros da Bering Air, assim como à comunidade de Nome, em uma postagem no Twitter. O governador do Alasca Mike Dunleavy e o senador júnior do Alasca Dan Sullivan também expressaram suas condolências no Twitter.
Membros das comunidades de Nome e Unalakleet expressaram tristeza pelo acidente. A administradora da cidade de Unalakleet, Kelsi Ivanoff, afirmou que a cidade "Não é estranha a perder membros da comunidade em acidentes aéreos", e, como resultado, o desfecho do incidente, "Atinge muito perto de casa para nossa comunidade".
Após o anúncio do acidente aéreo em 7 de fevereiro, a CEO Natasha Singh e o vice-presidente David Beveridge do Consórcio de Saúde Tribal Nativa do Alasca fizeram declarações durante uma coletiva de imprensa para homenagear seus funcionários que foram identificados como vítimas do voo.

## Investigação
O Conselho Nacional de Segurança nos Transportes anunciou que iniciaria uma investigação sobre a causa do acidente fatal. Clint Johnson, chefe da região do Alasca do NTSB, declarou em uma entrevista coletiva: "Estamos ainda nas fases preliminares desta investigação" e que a agência estava ciente do acidente e acompanhando os desenvolvimentos. A presidente do NTSB, Jennifer Homendy, viajou para o Alasca no fim de semana seguinte ao acidente.
Um relatório preliminar divulgado pelo NTSB em 19 de março de 2025 revelou que o avião decolou com um peso de 9.865 libras (4.474 kg), que era 1.058 libras (480 kg) acima do limite em condições de gelo e mais de 800 libras (363 kg) acima do limite em condições normais. O relatório também revelou que o gelo foi descoberto na cauda do avião.